# 新田四天王
新田四天王（にったしてんのう）は、鎌倉時代後期から南北朝時代にかけての武将・新田義貞の忠臣4人を顕彰した呼称。主に元弘の乱で活躍した義貞の家臣4人を指す。

## 該当者
- 栗生顕友
- 篠塚重広
- 畑時能
- 由良具滋